# 1321 pr. n. št.

## Smrti
- Šupiluliuma I., kralj Hetitov (* 1358 pr. n. št.)